# Экологический риск
Экологический риск — вероятность возникновения отрицательных изменений в окружающей  среде или отдалённых неблагоприятных последствий этих изменений, возникающих вследствие негативного воздействия на окружающую среду.
Экологический риск может быть вызван чрезвычайными ситуациями природного, антропогенного и техногенного характера.

## Оценка риска
Оценка экологического риска может быть проведена на основании имеющихся научных и статистических данных об экологически значимых событиях, катастрофах, о вкладе экологического фактора в состояние санитарно-экологического благополучия населения, о влиянии загрязнения окружающей среды на состояние биоценозов и др.
- Статистическая оценка на основании опыта исследования аналогичных ситуаций
- Экспертная оценка

### Формула расчёта экологического риска
Очень упрощенно воздействие на окружающую среду может быть оценено учетом следующих факторов:
Рэ = Рт + Рв + Рж + Ртв, где: 
 Рт – технологическое воздействие на окр. среду,
 Рв – воздействие на окр. среду воздушных выбросов,
```
Р
ж
 – воздействие на окр. среду жидких сбросов, 
```

 Ртв – воздействие на окр. среду твёрдых отходов. 

### Оценка экологического риска
Оценка экологических рисков – выявление и оценка вероятности наступления событий, имеющих неблагоприятные последствия для состояния окружающей среды, здоровья населения, деятельности предприятий и вызванных загрязнением окружающей среды, нарушением экологических требований, чрезвычайными ситуациями природного и техногенного характера.

## Предотвращение и компенсация риска
В России в 2006 г. начато широкое обсуждение пилотных проектов экологического страхования.